# Мілан Мілутинович
Мілан Мілутинович (серб. Милан Милутиновић; 19 грудня 1942, Белград, Сербія — 2 липня 2023) — другий президент Сербії з 29 грудня 1997 року по 29 грудня 2002 року.

## Життєпис
Служив по дипломатичній частині, з 1992 року був послом в Греції. У 1995 році призначений міністром закордонних справ, на цій посаді брав участь у переговорах, за підсумками яких було підписано Дейтонську угоду. У 1999 році Соціалістична партія висунула його на повторних президентських виборах як наступника Слободана Милошевича.
На посаді президента Мілутинович не зміг здобути популярності й придбав репутацію так званого безбарвного керівника, який не втручався в жодні справи.

## Суд у Гаазі
Після закінчення терміну він був звинувачений Гаазьким трибуналом у масових вбивствах і депортації, винним себе не визнав.
У 2009 році Мілутиновіча виправдали, так як було доведено, що він не мав прямого контролю над армією. Він став другим сербом, з якого були зняті всі звинувачення в злочинах під час югославських воєн.